# Phaeotabanus nigriflavus
Phaeotabanus nigriflavus är en tvåvingeart som först beskrevs av Krober 1930.  Phaeotabanus nigriflavus ingår i släktet Phaeotabanus och familjen bromsar. Inga underarter finns listade i Catalogue of Life.